# Siturile arheologice de la Mihai Viteazu
Următoarele situri arheologice de la Mihai Viteazu au fost înscrise pe lista monumentelor istorice din județul Cluj elaborată de Ministerul Culturii și Patrimoniului Național din România în anul 2010:
- Tumulii [2] preistorici de pe malul stâng al Arieșului, în direcția Săndulești.
- Tumulii preistorici din punctele “Drumul Văii” și “Izvorul Sălciu”.
- Situl arheologic din punctul “Drumul Văii” (epoca preistorică).
- Așezarea romană din punctul “Coborâre”.
- Așezarea romană de lângă fântâna “Șai”.
- Situl arheologic din punctul “Valea Sândului” (sec.II-III d.C., epoca romană).
- Situl arheologic din punctul “Cetatea Fetei” (sec.II-III d.C., epoca romană).